# Ï
Ï ، ï یک نویسهٔ الفبای لاتین است، بر ساخته از یک I و دونقطه‌ بر فراز آن. 

## کاربردها
- در زبان‌های آفریکانس، کاتان، فرانسوی، هلندی، گالیسی، ویلزی، سامی جنوبی و گاه در انگلیسی، Ï کاربردش نشان‌دادن مکث میان دو واکه است.
- گاه پژوهشگران در نگارش زبان ترکی استانبولی، برای نشان دادن آوای /ɯ/ به جای ı از ï استفاده می‌کنند.
- در نویسه‌گردانی زبان‌های آمازون از این نویسه برای نشان‌دادن واکهٔ [ɨ] بهره‌می‌برند.

## منبع
Wikipedia contributors, "Ï," Wikipedia, The Free Encyclopedia, http://en.wikipedia.org/w/index.php?title=%C3%8F&oldid=603615729 (accessed July 9, 2014). 